# منتخب كوريا لهوكي الجليد للسيدات
منتخب كوريا لهوكي الجليد للسيدات هو ممثل كوريا الجنوبية الرسمي في المنافسات الدولية في هوكي الجليد للسيدات.